# Papiro di Ipuwer

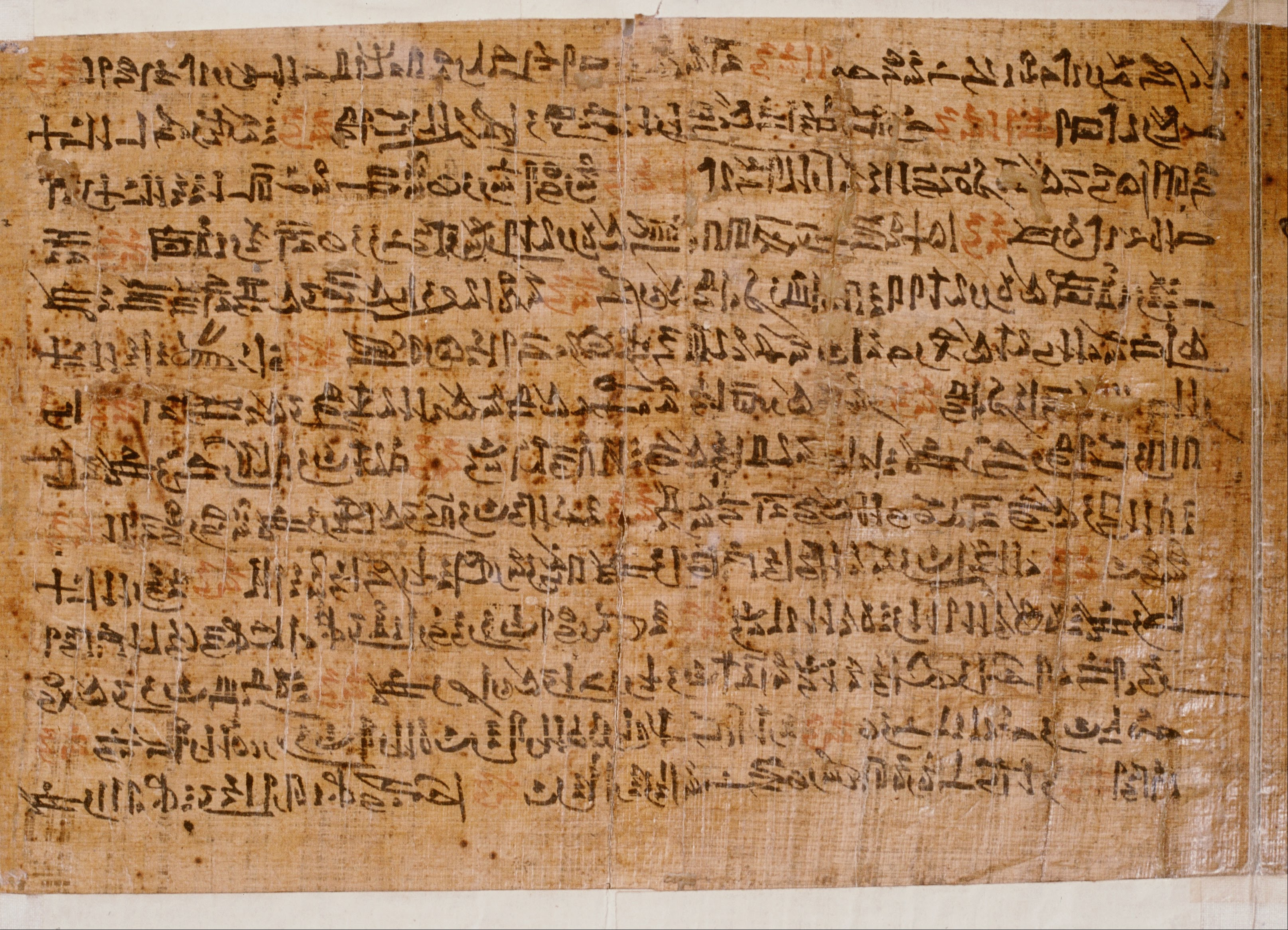
Papiro di Ipuwer

Il Papiro di Ipuwer (il cui nome ufficiale è Leiden I 344 recto) è un papiro egizio scritto in ieratico durante la XIX dinastia, esposto oggi al National Museum of Antiquities a Leida, nei Paesi Bassi. Esso contiene le Lamentazioni di Ipuwer, un'opera letteraria incompleta la cui composizione originale risale a non prima della tarda XII dinastia.

## Trama
Nel poema, Ipuwer si lamenta che il mondo è stato completamente rigirato su sé stesso: una donna che prima non aveva nemmeno una scatola ora possiede molti mobili, una ragazza che per specchiarsi doveva andare al fiume ora ha uno specchio, mentre l'uomo un tempo ricco ora è coperto di stracci. Ipuwer pretende che il "Signore di ogni cosa" – un titolo che può riferirsi tanto al faraone quanto al dio-sole creatore – distrugga i suoi nemici e si ricordi dei suoi doveri religiosi. A ciò segue una descrizione dei violenti disordini a cui è sottoposto l'Egitto: non c'è più alcun rispetto per le leggi e persino la tomba del faraone all'interno della piramide è stata violata. La storia continua con una descrizione di tempi migliori ormai passati, finché non si interrompe improvvisamente a causa dell'incompletezza del papiro. È plausibile che il poema terminasse con una risposta del "Signore di ogni cosa", o con la profezia dell'arrivo di un valente faraone che potesse ristabilire lo status quo.

## Discussione
Il Papiro di Ipuwer è stato datato a non prima della XIX dinastia, intorno al 1250 a.C. mentre l'opera in sé – le Lamentazioni – è molto più antica, ed è databile alla tarda XII dinastia.
Un tempo si riteneva che le Lamentazioni rappresentassero un quadro realistico ed obiettivo dei disordini risalenti all'inizio del Primo Periodo Intermedio. Al giorno d'oggi, tuttavia, si ritiene che le Lamentazioni di Ipuwer, così come le Lamentazioni di Khakheperraseneb, non siano altro che opere di propaganda reale, entrambe ispirate dalla Profezia di Neferti, un'opera anteriore. Le tre opere, infatti, hanno in comune il tema dello stato egizio ridotto ormai allo sbando e della necessità di un sovrano risoluto che possa sconfiggere il caos e restaurare la maat. L'egittologo inglese Toby Wilkinson ha quindi suggerito che le due lamentazioni (Ipuwer e Khakheperraseneb) possano essere state composte durante il regno di Sesostris III, un faraone ben noto per il suo uso della propaganda. Ad ogni modo, Ipuwer non è una fonte attendibile riguardo ai fatti del Primo Periodo Intermedio, a causa del grande intervallo temporale trascorso tra la sua composizione originale e la copia esposta a Leida.
Le Lamentazioni sono state considerate come il più antico trattato di etica politica giuntoci; queste convengono che un buon re è quello che punisce i funzionari ingiusti, compiendo così il volere degli dèi. Si tratta di una lamentazione analoga a quelle sumere, in cui viene narrato uno scenario cupo per contrapporlo ad un futuro ideale.

### Ipuwer ed il Libro dell'Esodo

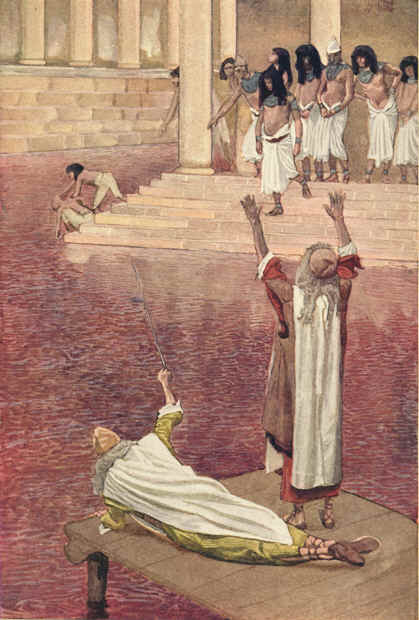
La prima piaga d'Egitto in un acquerello di James Tissot.

L'archeologia non ha fornito prove a supporto dell'Esodo, e la maggior parte degli studiosi di storia d'Israele considera poco attendibile il racconto biblico. Nonostante ciò, nella letteratura popolare le Lamentazioni di Ipuwer sono state spesso citate come una conferma al racconto biblico, soprattutto per un'affermazione riguardante "il fiume di sangue" – presunto riferimento alla prima delle dieci piaghe d'Egitto – e la ripetuta menzione di servi in fuga. Un'estensione della stessa idea propone che sia le Lamentazioni che il Libro dell'Esodo facciano riferimento all'eruzione minoica, avvenuta verso la metà del secondo millennio a.C.. Queste ipotesi non tengono conto delle numerose contraddizioni tra le Lamentazioni e l'Esodo (ad esempio, il fatto che gli asiatici giungano in Egitto nel primo, mentre ne escano nel secondo), mentre affermazioni come "il fiume di sangue" possono riferirsi al colore dei sedimenti del Nilo durante piene particolarmente intense, o più semplicemente un'immagine poetica dei disordini.